# Солдатов Олександр Олексійович
Олександр Олексійович Солдатов (27 серпня 1915, село Пригорода Вологодської губернії, тепер Вологодської області, Російська Федерація — 22 січня 1999, Москва) — радянський діяч, дипломат, надзвичайний і повноважний посол СРСР у Великій Британії, Кубі та Лівані, ректор Московського державного інституту міжнародних відносин. Член Центральної Ревізійної Комісії КПРС у 1961—1971 роках. Кандидат історичних наук (1941).

## Життєпис
Народився в селянській родині. Після закінчення школи працював учителем. З 1932 року навчався в педагогічному технікумі в Москві, потім у Московському державному педагогічному інституті імені Карла Лібкнехта, який закінчив у 1939 році.
Член ВКП(б) з 1939 року.
У 1941 році закінчив Вищу дипломатичну школу Народного комісаріату закордонних справ СРСР.
У 1941 році працював у секретаріаті заступника народного комісара закордонних справ СРСР.
У 1941—1942 роках — аташе посольства СРСР в Ірані.
У 1942—1943 роках — віцеконсул Генерального консульства СРСР у Преторії (Південно-Африканський Союз).
У 1943—1944 роках — 1-й секретар Місії СРСР в Австралії. У 1944—1946 роках — радник Місії СРСР в Австралії.
У 1946—1948 роках — співробітник центрального апарату Міністерства закордонних справ (МЗС) СРСР.
У 1948—1952 роках — радник, старший радник з політичних питань Постійного представництва СРСР при Організації Об'єднаних Націй, представник СРСР у Раді з Опіки ООН.
У 1953—1954 роках — завідувач відділу в справах Організації Об'єднаних Націй МЗС СРСР.
У 1954—1960 роках — завідувач відділу країн Америки МЗС СРСР. У 1958—1960 роках — член колегії Міністерства закордонних справ СРСР.
14 січня 1960 — 27 січня 1966 року — надзвичайний і повноважний посол СРСР у Великій Британії.
У лютому 1966 — січні 1968 року — заступник міністра закордонних справ СРСР.
15 січня 1968 — 4 грудня 1970 року — надзвичайний і повноважний посол СРСР у Республіці Куба.
У травні 1971 — жовтні 1974 року — ректор Московського державного інституту міжнародних відносин.
17 жовтня 1974 — 22 квітня 1986 року — надзвичайний і повноважний посол СРСР у Лівані.
З квітні 1986 року — у відставці, персональний пенсіонер у Москві.
Помер 22 січня 1999 року. Похований на Новокунцевському цвинтарі Москви.

## Відзнаки
- орден Леніна (25.02.1982)
- орден Жовтневої Революції (26.08.1985)
- три ордени Трудового Червоного Прапора (28.08.1965; 22.10.1971; 21.01.1977)
- орден Дружби народів (28.08.1975)
- орден «Знак Пошани» (20.05.1981)
- два ордени Червоної Зірки (3.11.1944; 5.11.1945)
- медаль «За трудову доблесть» (28.08.1965)
- медаль «Ветеран праці»
- медалі
- надзвичайний і повноважний посол СРСР